# Бердукел
Бердукел — покинутый аул в Шаройском районе Чеченской Республики.

## География
Расположен на правом берегу реки Шароаргун, к юго-западе от районного центра Химой.
Ближайшие населённые пункты и развалины бывших аулов: на северо-западу — бывшие аулы Хиндушты, Джангулдой, Дукархой и Галикорт, на северо-востоке — село Чайры и бывший аул Гезика, на юго-западе — сёла Хакмадой и Шарой.